# 이고리 벨라노프
이고리 이바노비치 벨라노프(우크라이나어: Ігор Іванович Бєланов 이호르 이바노비치 벨라노우[*], 러시아어: Игорь Иванович Беланов, 1960년 9월 25일 ~ )는 소련과 우크라이나의 전 축구 선수, 정치인이다.
1986년 디나모 키예프의 UEFA 컵 위너스컵 우승에 공헌했으며 같은 해에 발롱도르 수상자로 선정되었다. 1986년 FIFA 월드컵과 UEFA 유로 1988에서 소련 대표로 출전했다. 1986년 FIFA 월드컵 당시에 벨기에와의 16강전 경기에서 해트트릭을 기록했지만 소련은 벨기에에 3-4로 패하면서 탈락하고 만다. UEFA 유로 1988에서 소련의 준우승을 이끌었다.

## 수상

#### 디나모 키이우
- UEFA 컵 위너스컵 우승 1회 (1985-86)
- 소비에트 톱 리그 우승 2회 (1985, 1986)
- 소비에트 컵 우승 3회 (1985, 1987, 1990)
- 소비에트 슈퍼컵 2회 (1986, 1987)

#### 소비에트 연방
- UEFA 유로 1988 준우승

### 개인
- 발롱도르 : 1986
- FIFA 월드컵 브론즈부트 : 1986
- UEFA 유로 도움왕 : 1988
- UEFA 컵위너스컵 득점왕 : 1985-86
- ADN 올해의 동유럽 선수 : 1986
- 가디언 선정 역대 월드컵 최우수 선수 100인 : 2014
- 소련 축구선수 33인 : 1985, 1986, 1987, 1988
- 소련 국가훈장 : 1986
- FIFA XI : 1991, 1998
- 골든풋 : 2008